# PDF/A

Icona di un file PDF

Il PDF/A è un formato di file per la rappresentazione di documenti elettronici, che permette di preservare l'aspetto visuale del documento nel tempo in modo indipendente dagli strumenti e dai sistemi usati per la creazione, conservazione e renderizzazione dei file.
È definito dallo standard ISO 19005, la versione originale del quale è stata pubblicata il 28 settembre 2005.
Sebbene definito in uno standard dedicato, il PDF/A non è un formato di file a sé stante. Si tratta in effetti di un sottoinsieme del formato PDF, più precisamente di un profilo d'uso, che determina le caratteristiche permesse o vietate e le loro modalità di impiego nei documenti conformi alle specifiche.
Oltre alle caratteristiche del documento in sé, lo standard prescrive i requisiti dei software di visualizzazione.
Un programma conforme deve rispettare alcune regole riguardanti, ad esempio, la gestione dei colori, l'utilizzo dei caratteri per il rendering e la gestione delle annotazioni contenute disponibili all'utente.

## Storia
Il PDF/A è nato come collaborazione tra la NPES – Association for Suppliers of Printing, Publishing and Converting Technology (Associazione dei fornitori di tecnologie di stampa, pubblicazione e conversione) – e la AIIM International – Association for Information and Image Management International (Associazione internazionale per la gestione delle informazioni e delle immagini) – per sviluppare uno standard internazionale che definisse l'utilizzo del Portable Document Format (PDF) per l'archiviazione e la preservazione dei documenti. L'obiettivo era soddisfare la crescente necessità di archiviare elettronicamente i documenti in modo tale da assicurarne la conservazione del contenuto per periodi di tempo lunghi, nonché la possibilità di recuperarli e visualizzarli in futuro con risultati prevedibili e consistenti. Questa necessità è presente in un numero sempre maggiore di settori governativi (in Italia dal 2008 tutti gli atti per i quali sussiste l'obbligo di conservazione o deposito devono essere in formato PDF/A) e industriali internazionali, sistemi legali, librerie, quotidiani, industrie regolamentate ed altri.

## Descrizione
Lo standard non definisce un metodo di archiviazione o un obiettivo d'archiviazione, ma un "profilo" per i documenti elettronici che assicura che i documenti siano riprodotti allo stesso modo negli anni a venire. Elemento chiave di questa riproducibilità è il requisito che i documenti PDF/A siano completamente "auto-contenuti": tutte le informazioni necessarie e sufficienti per la visualizzazione del documento devono essere incorporate nel documento stesso. Queste comprendono i contenuti (testi, immagini raster e grafica vettoriale), i caratteri, i colori e le informazioni. Pertanto un documento PDF/A non deve fare uso di informazioni provenienti da fonti esterne (ad esempio il carattere del programma e collegamenti ipertestuali).
Altri elementi di compatibilità includono:
- Contenuti audio e video sono vietati.
- JavaScript e invocazioni di file eseguibili sono vietate.
- Tutti i caratteri devono essere incorporati senza limiti di copyright. Questo vale anche per quelli standard PostScript, come i caratteri Times o Helvetica.
- Gli spazi dei colori sono specificati in modo indipendente dal dispositivo.
- La crittografia è vietata.
- L'utilizzo di metadati standard è obbligatorio.
- I riferimenti a contenuti esterni sono vietati.
- L'algoritmo di compressione Lempel-Ziv-Welch è vietato a causa di vincoli di proprietà intellettuale. I modelli di compressione delle immagini JPEG 2000 sono vietati nei PDF/A-1 (basati su PDF 1.4), e vengono introdotti nelle specifiche PDF/A-2 e PDF/A-3.
- Gli oggetti e i livelli trasparenti sono vietati nei PDF/A-1, ma sono consentiti nei PDF/A-2.
- File allegati sono vietati nei PDF/A-1 ma consentiti nei PDF/A-2 purché essi siano file PDF/A. Nei file PDF/A-3 è consentito allegare al documento qualunque tipo di file.

### Identificazione
Un documento PDF/A può essere identificato come tale attraverso i metadati specifici del formato PDF/A presenti nello spazio dei nomi "http://www.aiim.org/pdfa/ns/id/". Ciononostante, dichiarare di essere PDF/A ed esserlo effettivamente non sono necessariamente la stessa cosa:
- Un documento PDF può essere conforme a PDF/A, tranne che per la mancanza di metadati PDF/A. Questo può accadere per esempio con documenti generati prima della definizione dello standard PDF/A, da autori consapevoli delle caratteristiche che presentano problemi per la conservazione a lungo termine.
- Un documento PDF può essere identificato come PDF/A, ma potrebbe contenere erroneamente alcune caratteristiche PDF non ammesse nel PDF/A; di conseguenza, la conformità dei documenti che dichiarano di rispettare il PDF/A dovrebbe essere verificata.

## Versioni e livelli di conformità
Il profilo PDF/A è a sua volta articolato in ulteriori sotto-profili, in modo da consentire a chi crea i documenti di scegliere tra diversi livelli di conformità alla specifica, che sono comunque normati. Al 2020 sono previsti tre livelli di conformità:
- livello A: che garantisce l'integrità del documento in tutti i suoi aspetti, e quindi anche la piena accessibilità ai contenuti;
- livello B: che garantisce solo l'integrità dell'aspetto visivo;
- livello U: che garantisce l'integrità visuale e l'accessibilità del testo, ma non della struttura del documento.

A ciascun livello è associato un insieme di regole per assicurare la conformità del documento, il quale va a formare un profilo.
La revisione originale di PDF/A (ISO 19005-1:2005), basata su PDF 1.4 (standard de-facto non-ISO), prevede due possibili profili di conformità:
- PDF/A-1a (ISO 19005-1 Level A Conformance)
- PDF/A-1b (ISO 19005-1 Level B Conformance)

Entrambi sono implementati nella più blanda versione 1.4, che è certo più flessibile dal punto di vista dell'inseribilità dei contenuti, ma comunque instaura un certo livello di dipendenza dal sistema informatico sul quale viene creato il documento.
Nel 2011 viene aggiunta la famiglia di profili PDF/A-2 (ISO 19005-2:2011), che estende PDF/A tenendo in considerazione le nuove caratteristiche disponibili in PDF 1.7 (ISO 32000-1:2008):
- PDF/A-2a (ISO 19005-2 Level A Conformance)
- PDF/A-2b (ISO 19005-2 Level B Conformance)
- PDF/A-2u (ISO 19005-2 Level U Conformance)

Nel 2012 viene introdotta la famiglia PDF/A-3 (ISO 19005-3:2017), sostanzialmente identica a PDF/A-2 ma con la possibilità di allegare al documento file arbitrari:
- PDF/A-3a (ISO 19005-3 Level A Conformance)
- PDF/A-3b (ISO 19005-3 Level B Conformance)
- PDF/A-3u (ISO 19005-3 Level U Conformance)

Nel 2020 viene introdotta la famiglia PDF/A-4 (ISO 19005-4:2020), che incorpora le novità di PDF 2.0 (ISO 32000-2:2020).

### PDF/A-1
PDF/A-1b – ISO 19005-1 Level B Conformance
Il profilo PDF/A-1b produce documenti al livello B di conformità: garantisce cioè che il documento non possa subire variazioni dell'aspetto visivo, dovute ai cambiamenti del software di visualizzazione. I documenti aderenti a questo profilo soddisfano i seguenti criteri:
- non utilizzano la protezione tramite password;
- non includono collegamenti a file esterni;
- non utilizzano la compressione LZW o JPEG2000;
- non comprendono alcun tipo di codice eseguibile;
- tutti i font necessari alla visualizzazione sono incorporati nel documento stesso;
- non includono oggetti e annotazioni nascoste;
- non utilizzano la trasparenza;
- non utilizzano i livelli;
- i colori devono essere specificati in un formato portabile;
- non utilizzano le immagini alternative;
- non contengono contenuti audio o video;

è inoltre consentita la presenza di moduli, ma con restrizioni.
PDF/A-1a – ISO 19005-1 Level A Conformance
Il profilo PDF/A-1a produce documenti al livello A di conformità.
Dovendo garantire anche l'accessibilità al contenuto dei documenti da parte degli utenti con disabilità, oltre ad avere gli stessi obblighi e restrizioni del livello B, dovrà anche contenere descrizioni alternative per le immagini e adeguate informazioni relative alla struttura logica e all'ordine di lettura del testo.

### PDF/A-2
Le restrizioni sono le stesse dello Standard PDF/A-1 ma sono ammesse queste eccezioni:
1. Può contenere layer (per i livelli ottenuti con un programma CAD, o per avere, in un unico file, versioni in lingue diverse)
2. Può contenere in un unico file diversi allegati, a condizione che anche essi siano conformi agli standard PDF/A-1 o PDF/A-2
3. Può contenere immagini compresse nel formato JPEG2000
4. Supporta le annotazioni
5. Supporta le firme elettroniche avanzate

PDF/A-2a - garantisce come lo standard PDF/A-1a la piena accessibilità al contenuto del documento.
PDF/A-2b - garantisce come lo standard PDF/A-1b la sola conformità visiva.
PDF/A-2u - non contiene, come invece il PDF/A-2a, le informazioni relative alla struttura del documento, ma oltre a garantire che le pagine possano essere riprodotte visivamente in modo fedele, grazie al rispetto del sistema di codifica Unicode indipendente dal Sistema Operativo, dalla lingua o dal programma utilizzato, il testo può anche essere estratto e ricercato.

### PDF/A-3
Anche per questo standard esistono, come per il PDF/A-2, tre sottolivelli: PDF/A-3a, PDF/A-3b e PDF/A3-u.
Mentre il PDF/A-2 consente solamente allegati conformi a PDF/A, il PDF/A-3 permette invece di allegare qualsiasi tipo di file (documenti di Word, tabelle di Excel, disegni tecnici, immagini digitali, database, file csv, xml, html...).
Ne permette la presenza e l'estrazione futura, ma non ne garantisce però l'apertura e la fruizione.

## Creazione di file PDF/A
Sono commercialmente disponibili diversi prodotti e tool per la creazione, elaborazione e verifica di documenti in formato PDF/A. In particolare si segnalano i seguenti strumenti:
LibreOffice
Tutti i programmi della suite permettono la creazione di documenti in formato PDF (la funzione è denominata esportazione) senza la necessità di plugin aggiuntivi.
Con la versione 6.3 è stato aggiunto il supporto per l'esportazione in formato PDF/A-2 e l'interfaccia grafica è stata modificata per consentire l'uso sia del formato PDF/A-1 sia del formato PDF/A-2.
Open Office
Utilizzare il prodotto OpenOffice, a partire dalla versione 2.4, scaricabile gratuitamente dal sito.
Adobe
Utilizzare il prodotto Adobe Professional, a partire dalla versione 8 (prodotto a pagamento).
Microsoft
Microsoft ha reso disponibile un componente aggiuntivo scaricabile separatamente in modo gratuito per l'ultima versione della suite dei prodotti Office 2007, che permette la creazione di documenti compatibili al formato PDF/A direttamente a partire dai prodotti Office.